# Гранечный, Денис
Денис Гранечный (чеш. Denis Granečný; 7 сентября 1998 года, Острава) — чешский футболист, защитник чешского клуба «Зброёвка».

## Карьера
Гранечный является воспитанником «Баника». С сезона 2015/16 привлекался к тренировкам с основным составом. 14 февраля 2016 года дебютировал в чешском чемпионате поединком против клуба «Млада-Болеслав», выйдя в стартовом составе и проведя на поле весь матч. Всего в дебютном сезоне провёл девять встреч, вместе с клубом вылетел из высшей лиги. Сезон 2016/17 провёл в «Банике» во второй чешской лиге, где провёл десять встреч. Сумел вместе с командой вернуться в Первую лигу.
Являлся игроком юношеских имолодёжных сборных Чехии.